# Christoph Loch
Christoph H. Loch es profesor, investigador y editor. Fue decano de la Cambridge Judge Business School de la Universidad de Cambridge (2011-2021). Es profesor del IESE Business School. 

## Carrera profesional
Loch es doctor en Ciencias Empresariales por la Graduate School of Business de la Universidad de Stanford, MBA por la Universidad de Tennessee  e Ingeniero diplomado por la Technische Universität Darmstadt. Ha sido becario del Pembroke College.  
El profesor Loch asumió el cargo de decano el 1 de septiembre de 2011, tras haber ocupado anteriormente el puesto de catedrático de Innovación Corporativa de GlaxoSmithKline y catedrático de Tecnología y Gestión de Operaciones en el INSEAD, donde también fue decano del programa de doctorado del INSEAD entre 2006 y 2009. 
Es editor asociado del Journal of Management Science,  y forma parte de los consejos editoriales del Journal of Engineering and Technology Management y del Journal of Research Technology Management.
En septiembre de 2024 se incorporó al IESE Business School como profesor de Operaciones, Información y Tecnología.
Es un prolífico escritor de casos y también figuró en la lista de los mejores autores de todos los tiempos de The Case Centre (que abarca 40 años) publicada en 2014.